# Добросілля
Добросі́лля — село в Україні, у Великокопанівській сільській громаді Херсонського району Херсонської області. З початку широкомасштабного вторгнення Росії в Україну село перебуває під російською окупацією.

## Історія
Село засноване у 1965 році. Через будівництво на Дніпрі Каховської ГЕС, села, які знаходилися у низинах (Стара Маячка, Тарасівка, Подо-Калинівка, Великі Копані) почали підтоплюватися. Було створено комісію з переселення перших потерпілих. Підтоплення стало причиною виникнення нових населених пунктів. Так почалося будівництво села Добросілля.
Першими поселенцями, у жовтні 1967 року, стали мешканці Великих Копанів, будинки яких підтопило.
Однак населення села залишалося незначним. Тому в 1971 році адміністрація радгосп-заводу ім. Фрунзе направила до західних областей України оголошення й запросила людей на постійне місце проживання до с. Добросілля.

## Населення
Згідно з переписом УРСР 1989 року чисельність наявного населення села становила 364 особи, з яких 181 чоловік та 183 жінки.
За переписом населення України 2001 року в селі мешкали 376 осіб.

### Мовний склад
Рідна мова населення за даними перепису 2001 року:
| Мова       | Чисельність, осіб | Доля     |
| ---------- | ----------------- | -------- |
| Українська | 320               | 85,11 %  |
| Вірменська | 26                | 6,91 %   |
| Російська  | 23                | 6,12 %   |
| Молдовська | 7                 | 1,86 %   |
| Разом      | 376               | 100,00 % |